# Reitstøa Station
Reitstøa Station (Reitstøa stasjon) var en jernbanestation på Rørosbanen, der lå i Midtre Gauldal kommune i Norge.
Stationen åbnede 16. januar 1877, da banen mellem Singsås og Røros blev taget i brug. Oprindeligt hed den Reitstøen, men den skiftede navn til Reitstøa i april 1921. Den blev nedgraderet til trinbræt 1. februar 1971. Betjeningen med persontog ophørte 14. december 2003. Stationen fremgår dog af Bane Nors Network Statement 2017 og er således ikke nedlagt formelt.
Stationsbygningen blev opført til åbningen i 1877 efter tegninger af Georg Andreas Bull. Den blev revet ned i 1980.